# Boudewijn VI van Vlaanderen
Boudewijn van Hasnon (ca. 1030 – abdij van Hasnon, 17 juli 1070) was vanaf 1067 als (Boudewijn VI van Vlaanderen) graaf van Vlaanderen. Vanaf 1051 was hij als (Boudewijn I van Henegouwen) reeds regent van Henegouwen.
Boudewijn was de zoon van Boudewijn V en Adela van Mesen. Een deel van zijn jeugd leefde hij als gijzelaar aan het hof van keizer Hendrik III. Op 7 april 1045 benoemt de keizer hem tot markgraaf van Ename, maar omdat hij samen met zijn vader de opstandige hertog Godfried II van Lotharingen bleef steunen, verloor hij wegens felonie de titel in september/oktober 1047.
In 1051 trad hij onder druk van zijn vader (en in strijd met het canoniek recht) in het huwelijk met zijn achternicht (5e graad), Richilde van Henegouwen, weduwe van de recentelijk overleden graaf Herman van Bergen. Dit huwelijk maakte hem tot graaf "Boudewijn I van Henegouwen". Zijn twee stiefkinderen werden in de geestelijke stand ondergebracht opdat zij geen bedreiging zouden vormen voor zijn nakomelingen. Bovendien zijn er aanwijzingen dat stiefzoon Rogier (1066 bisschop van Châlons-en-Champagne) een lichamelijk gebrek had. Boudewijn en Richilde werden in 1052 in de ban geslagen door de prins-bisschop van Kamerijk, maar dit werd door paus Leo IX ongedaan gemaakt.
In 1054 viel keizer Hendrik III Rijks-Vlaanderen aan. Tijdens deze oorlog belegerde Boudewijn hertog Frederik van Neder-Lotharingen in Antwerpen. Toen keizer Hendrik III in 1056 overleed beëindigde regentes Agnes van Poitou de vijandelijkheden en kon Boudewijn zijn lenen in het Heilig Roomse Rijk behouden. In 1064 herbouwde Boudewijn de abdij van Hasnon.
Toen Boudewijn na de dood van zijn vader, Boudewijn V deze in 1067 in Vlaanderen kon opvolgen, werd het graafschap Henegouwen in een personele unie met Vlaanderen verenigd. In 1068 stichtte Boudewijn Geraardsbergen. Al snel na zijn aantreden kreeg hij ernstige gezondheidsklachten. In 1070 regelde hij zijn opvolging op een hofdag in Oudenaarde.

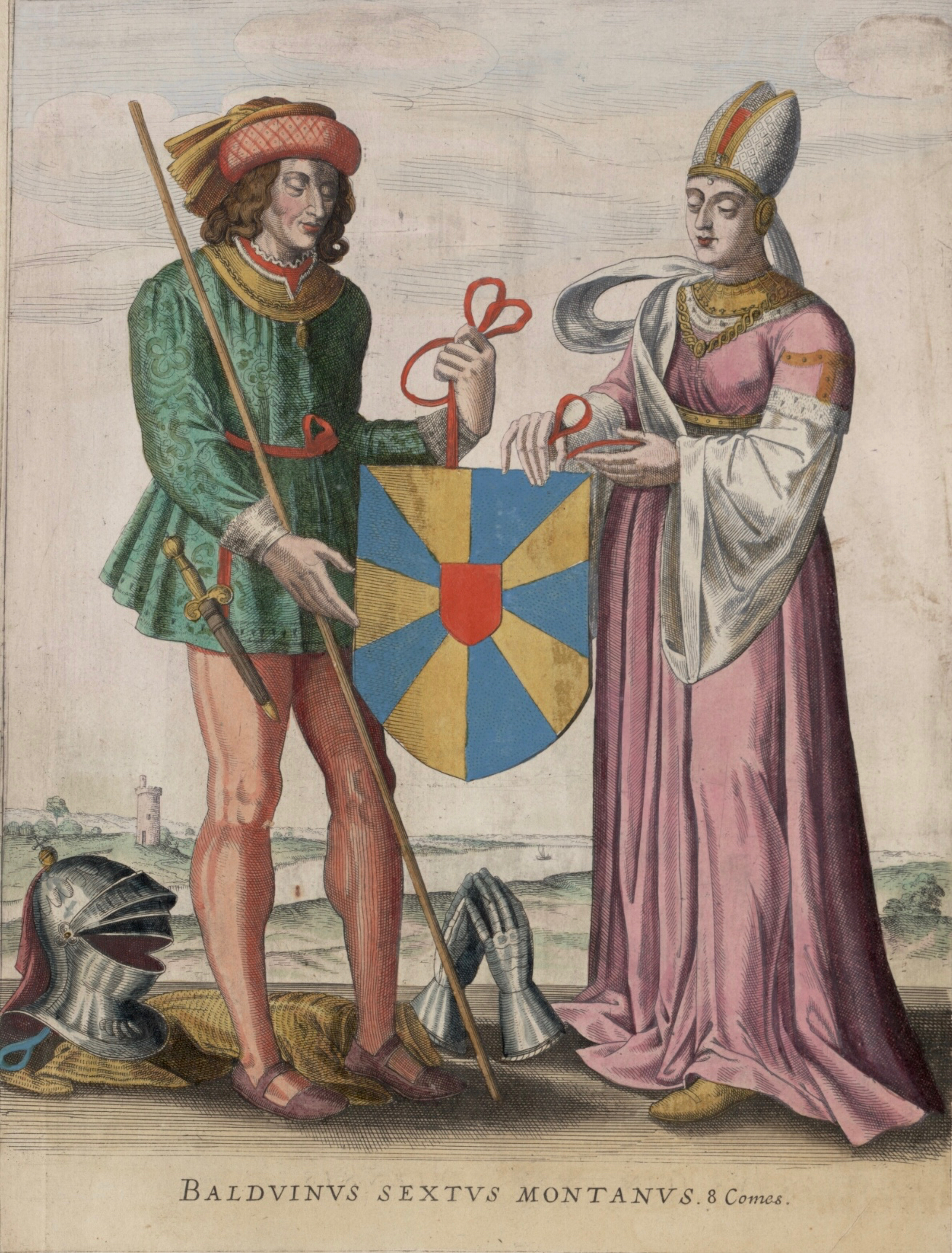
Graaf Boudewijn VI, wiens Latijnse benaming luidde Balduinus Sextus Montanus, Boudewijn VI van Mons (afbeelding uit Flandria illustrata, 1641)

Hij overleed en werd begraven in de abdij van Hasnon. Boudewijn is de geschiedenis ingegaan als een uitstekend bestuurder. In zowel Henegouwen als Vlaanderen werd hij opgevolgd door zijn vijftienjarige zoon Arnulf, totdat deze verslagen werd in de Slag bij Kassel (1071) en Boudewijns broer, Robrecht I de Fries de macht in Vlaanderen overnam.

## Nazaten
Boudewijn en Richilde kregen de volgende kinderen:
- Arnulf III de Ongelukkige (? - 22 februari 1071)
- Boudewijn II van Henegouwen (1056 - Bithynie, 1098), graaf van Henegouwen van 1071 tot 1098
- mogelijk Gilbert van Gent, gehuwd met Alice de Montfort

## Voorouders
| Voorouders van Boudewijn VI van Vlaanderem  | Voorouders van Boudewijn VI van Vlaanderem                                    | Voorouders van Boudewijn VI van Vlaanderem                                    | Voorouders van Boudewijn VI van Vlaanderem                                     | Voorouders van Boudewijn VI van Vlaanderem                                     | Voorouders van Boudewijn VI van Vlaanderem                                | Voorouders van Boudewijn VI van Vlaanderem                                | Voorouders van Boudewijn VI van Vlaanderem                                | Voorouders van Boudewijn VI van Vlaanderem                                |
| ------------------------------------------- | ----------------------------------------------------------------------------- | ----------------------------------------------------------------------------- | ------------------------------------------------------------------------------ | ------------------------------------------------------------------------------ | ------------------------------------------------------------------------- | ------------------------------------------------------------------------- | ------------------------------------------------------------------------- | ------------------------------------------------------------------------- |
| Overgrootouders                             | Arnulf II van Vlaanderen (960-988) ∞ 968 Suzanna van Italië (950-1003)        | Arnulf II van Vlaanderen (960-988) ∞ 968 Suzanna van Italië (950-1003)        | Frederik van Luxemburg (965-1019) ∞ 995 Irmtrud van de Wetterau (ca. 987-1020) | Frederik van Luxemburg (965-1019) ∞ 995 Irmtrud van de Wetterau (ca. 987-1020) | Hugo Capet (940-996) ∞ Adelheid van Poitiers (ca. 952–1004)               | Hugo Capet (940-996) ∞ Adelheid van Poitiers (ca. 952–1004)               | Willem I van Provence (956-993) ∞ 1003 Adelheid van Anjou (?-1026)        | Willem I van Provence (956-993) ∞ 1003 Adelheid van Anjou (?-1026)        |
| Grootouders                                 | Boudewijn IV van Vlaanderen (980-1035) ∞ 1012 Otgiva van Luxemburg (986-1030) | Boudewijn IV van Vlaanderen (980-1035) ∞ 1012 Otgiva van Luxemburg (986-1030) | Boudewijn IV van Vlaanderen (980-1035) ∞ 1012 Otgiva van Luxemburg (986-1030)  | Boudewijn IV van Vlaanderen (980-1035) ∞ 1012 Otgiva van Luxemburg (986-1030)  | Robert II van Frankrijk (972-1031) ∞ Constance van Arles (986-1034)       | Robert II van Frankrijk (972-1031) ∞ Constance van Arles (986-1034)       | Robert II van Frankrijk (972-1031) ∞ Constance van Arles (986-1034)       | Robert II van Frankrijk (972-1031) ∞ Constance van Arles (986-1034)       |
| Ouders                                      | Boudewijn V van Vlaanderen (1013-1067) ∞ 1028 Adela van Mesen (1116-1165)     | Boudewijn V van Vlaanderen (1013-1067) ∞ 1028 Adela van Mesen (1116-1165)     | Boudewijn V van Vlaanderen (1013-1067) ∞ 1028 Adela van Mesen (1116-1165)      | Boudewijn V van Vlaanderen (1013-1067) ∞ 1028 Adela van Mesen (1116-1165)      | Boudewijn V van Vlaanderen (1013-1067) ∞ 1028 Adela van Mesen (1116-1165) | Boudewijn V van Vlaanderen (1013-1067) ∞ 1028 Adela van Mesen (1116-1165) | Boudewijn V van Vlaanderen (1013-1067) ∞ 1028 Adela van Mesen (1116-1165) | Boudewijn V van Vlaanderen (1013-1067) ∞ 1028 Adela van Mesen (1116-1165) |
| Boudewijn VI van Vlaanderen (ca. 1030-1070) |                                                                               |                                                                               |                                                                                |                                                                                |                                                                           |                                                                           |                                                                           |                                                                           |